# Дитсманн (България)
„Дитсманн“ ЕАД (до 2020 г. – „Дитсманн Енергоремонт Холдинг“ АД) e българско металообработващо предприятие със седалище в София, специализирано в ремонт, поддръжка, модернизация и изграждане на енергийни съоръжения и оборудване в енергетиката, нефтената и газовата промишленост и минната индустрия. Тя е част от нидерландската група „Дитсманн“, която оперира в 19 страни и има 6000 служители.

## Дейности
Енергоремонт холдинг изпълнява проекти за модернизации и рехабилитация на котли, турбини и трансформатори в топлофикационни и заводски централи, реконструкция и изграждане на екологични инсталации, системи за отвеждане на отпадъци, доставка и монтаж на оборудване, производство на метални конструкции и инженеринг в енергетиката и транспортната инфраструктура. Основните сфери на дейността му са атомната енергетика, хидроенергетиката, производството и доставки на енергийно оборудване, минната промишленост, транспортната и енергийна инфраструктура, енергийната ефективност, изграждането на екологични съоръжения в енергетиката и енергийната ефективност. Компанията е изпълнявала енергийни проекти в Гърция, Ливан и Република Македония. Работи по проекти с CEZ Group, ЕВН, Areva, EDF, гръцката Public Power Corporation (РРС), ELEM Македония, „Лукойл Нефтохим“, ТЕЦ „Контур Глобал Марица Изток 3“, АЕЦ „Козлодуй“.

## История
Холдингът е създаден през 1969 г. с регистрирането на компанията Централизиран енергоремонт и автоматика (ЦЕРА), която през 1974 г. е преобразувана в стопанско обединение „Енергоремонт“ към Министерство на енергетиката и горивата. Целта е ДСО „Енергоремонт“ да извършва основни и аварийни ремонти на всички електроцентрали в Българи, да модернизира и реконструира енергийни съоръжения и да произвежда резервни части. Създаването му е свързано със строителството на ТЕЦ „Марица изток 3“, ТЕЦ „Варна“, ТЕЦ „Бобов дол“ и АЕЦ „Козлодуй“. От 1974 до 1994 г. в структурата на държавното обединение се създават направления Енергоремонт Гълъбово, Енергоремонт Варна, Енергоремонт София, Енергоремонт Бобов дол, Енергоремонт Русе, „Енергоремонт Кресна“, „Атоменергоремонт Козлодуй“ и ЦЕРБ София. Обединението осъществява голяма модернизация в ТЕЦ „Марица изток 2“, чийто проект е разработен от „Техенерго“ и „Енергопроект“. Тя позволява ефективна работа на централата.
Ремонтното управление „Енергоремонт Варна“ има задачата да обслужва ТЕЦ „Варна“, ТЕЦ „Девня“, ТЕЦ „Горна Оряховица“ и ТЕЦ „Габрово“ и осъществява първия гаранционен ремонт на блок в ТЕЦ „Варна“ и постепенно поема обслужването и на ТЕЦ „Девня“, ТЕЦ „Бургас“, ТЕЦ „Горна Оряховица“. През 1975 г. извършва изправяне на ротор средно налягане на турбина. През 1981 – 1982 г. за първи път започва производство на турбини, лопатки и уплътнения. РУ „Енергоремонт – Варна“ се специализира в извършване на заводски ремонт на генератори със смяна на намотките. По-късно „Енергоремонт – Варна“ ЕАД участва в изпълнението на значими за българската енергетика проекти – ремонтни и поддържащи дейности в ТЕЦ „Варна“, изграждане на сероочистваща инсталация на пети и шести блок на ТЕЦ „Марица изток – 2“, планови ремонти на пети и шести блок на АЕЦ Козлодуй. Сред клиентите на дружеството са „Лукойл Енергия и Газ“, ТЕЦ „Девен“, „Монди“ АД и други.
През 1995 г. е създаден „Енергоремонт холдинг“ ЕАД.Той обединява дружествата „Техенерго“, „Енергоремонт-Бобов дол“, „Енергоремонт – Варна“, „Енергоремонт – Раднево“, „Енергоремонт-Козлодуй“, „Енергоремонт Русе“, „Тотема“.
От 2003 г. холдингът и „Енергоремонт Бобов дол“ са публични компании, чиито акции се търгуват на Българска фондова борса. От май 2013 година холдингът изпълнява Нова стратегия за развитие, свързана с разширяване на пазарните позиции в Югоизточна Европа, ЕС, Персийския залив. Част от стратегията са придобиванията на мажоритарен пакет от инженеринговата компанията „Електроимпекс“ АД, която работи в повече от 50 страни, както и финализиране на търгово предложение за „Енергоремонт-Бобов дол“. Така холдингът става едноличен собственик на дружеството.
В средата на 2017 година регистрираната в Холандия Дитсманн Н.В. придоби 97,5% от акциите на „Енергоремонт Холдинг“ АД. През декември същата година името на Енергоремонт Холдинг АД е променено на Дитсманн Енергоремонт. От юни 2018 година дружеството е свалено от Българска фондова борса след успешно реализирано търгово предложение към миноритарните акционери. След това холдингът е преобразуван, като на 10 декември 2018 година е слят с притежаваните от него „Енергоремонт – Раднево“, „Енергоремонт – Русе“ и „Енергоремонт – Варна“.

## Потенциал
Предприятието притежава производствени и ремонтни бази със застроена площ от над 60 000 m², подемна, монтажна и транспортна техника. В ЕРХ и дъщерните дружества работят над 1000 инженери, евроинженери, конструктори, монтажници и заварчици. Член е на Български съюз по заваряване, Камара на енергетиците в България.

## Проекти
Предприятието е осъществило планови ремонти на 5 и 6 блок на АЕЦ „Козлодуй“, ремонти в ТЕЦ „Варна“, изграждане на сероочистващите инсталации на пети и шести блок на ТЕЦ „Марица изток 2“, екологични проекти във въглищни централи, ремонт и модернизация на силови и тягови подстанции на Национална компания „Железопътна инфраструктура“, както и във втора фаза на реконструкцията и електрификацията на жп линията Пловдив-Свиленград в отсечката Първомай-Свиленград. Той участва в строителството на ТЕЦ „AES Гълъбово“, изграждане на втори метродиаметър на софийското метро в участъка „Обеля“ – бул. „Ломско шосе“ – Пътен възел „Надежда“. Осъществил е собствена инвестиция за изграждане на три малки водни централи в Република Македония. Изпълнил е проекти за рехабилитация на енергийни мощности в Косово, Гърция и Република Македония.